# Rudolf Wiegmann
Rudolf Wiegmann   (Adensen, 17 d'abril de 1804 - Düsseldorf, 17 d'abril de 1865), nascut Heinrich Ernst Gottfried Rudolf Wiegmann, va ser un pintor, arqueòleg, historiador de l'art, artista gràfic i arquitecte alemany. Va treballar a l'estil clàssic i, com a pintor, és conegut sobretot pel seu vedute. La seva dona, Marie Wiegmann, amb qui es va casar el 1841, també va ser una pintora de certa mena.

## Biografia

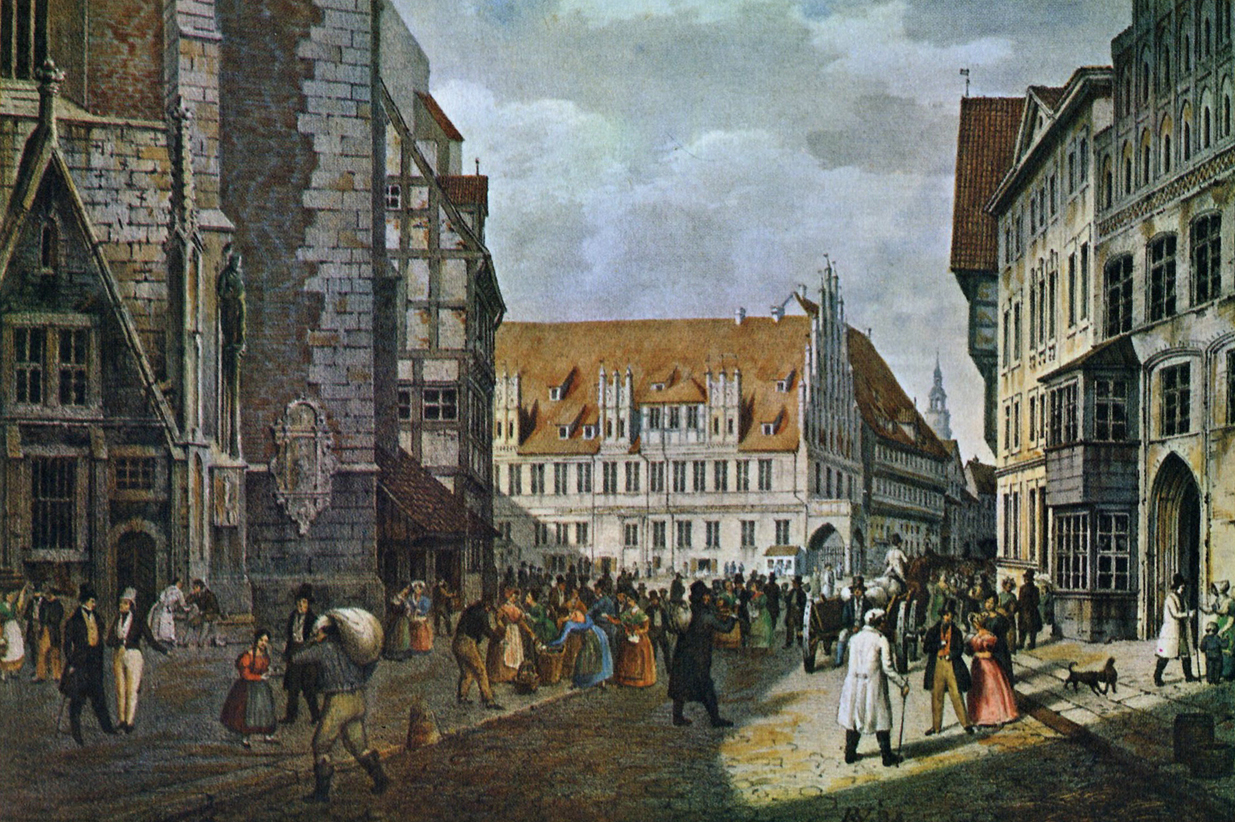
La Marktplatz de Hannover

Provenia d'una família de militars. El seu pare era tinent (més tard capità) del Desè Regiment d'Infanteria i va morir en la batalla de Waterloo, on servia com a ajudant del coronel Geoge du Play.

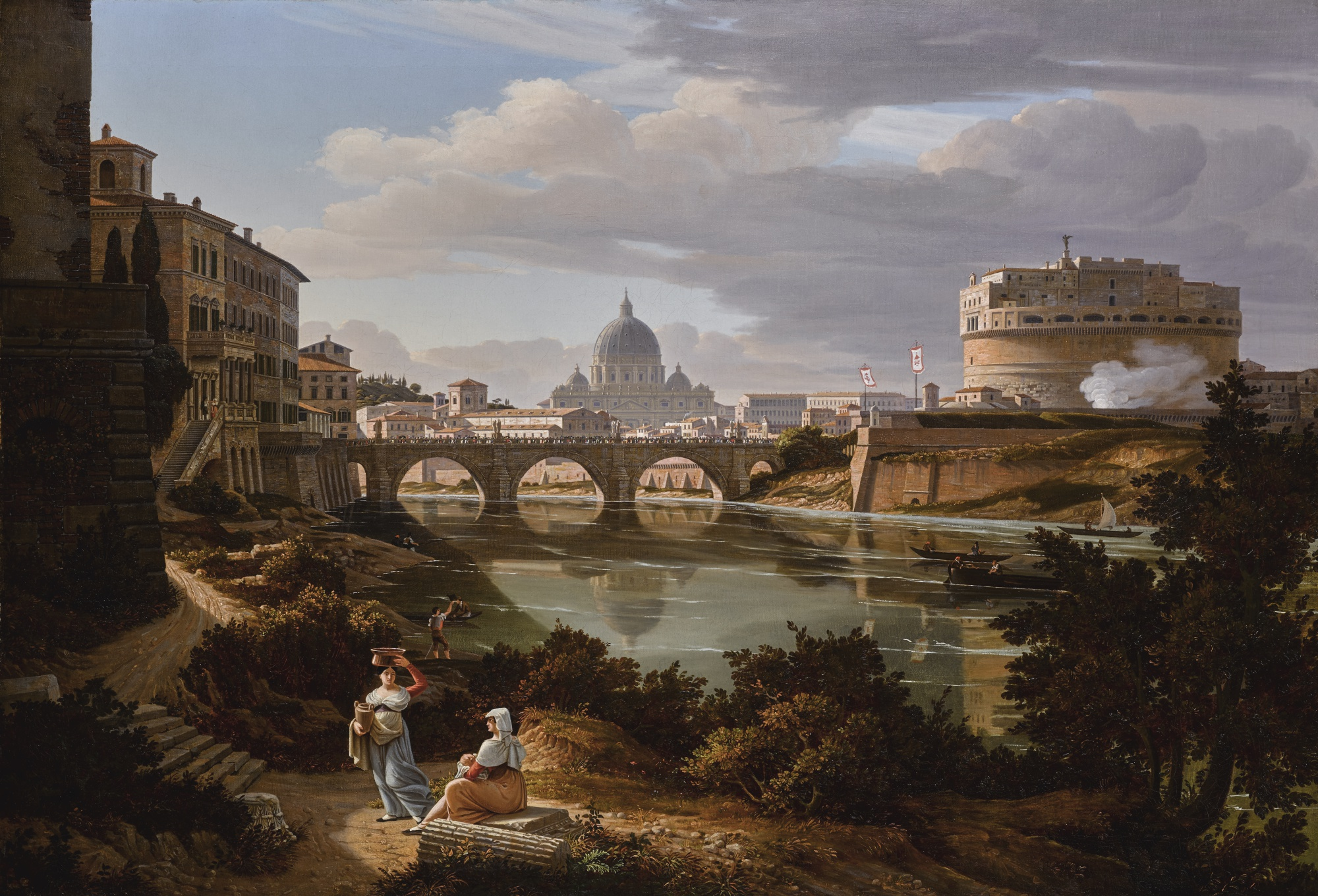
Roma Al llarg del Tíber; amb vistes del Castel Sant'Angelo i Basílica de Sant Pere

Quan era nen, va visitar sovint l'església de Sant Dionís a Nordstemmen i la seva arquitectura gòtica va deixar una profunda impressió en ell. Va començar estudiant arquitectura, matemàtiques i astronomia al «Ratsgymnasium» de Hannover, on la seva família s'havia traslladat després de la mort del seu pare. Un dels seus amics d'infància va ser agost Heinrich Andreae, que més tard es convertiria en l'arquitecte de la ciutat de Hannover. Després de 1823, ell i Andreae van assistir a la Universitat de Göttingen, on va estudiar història, ciències naturals i arqueologia i va quedar especialment impressionat per les conferències de Karl Otfried Müller.
Va començar els seus estudis d'art a Darmstadt amb l'arquitecte de la ciutat, Georg Moller, que el va animar a complementar el seu treball de classe mitjançant la recerca pràctica a Roma. En conseqüència, el 1828, va anar a treballar per a l'Institut Arqueològic Alemany, investigant les pintures murals de Pompeia. Hi va romandre fins al 1832 i va passar a formar part de la colònia d'art alemanya.
Després del seu retorn, es va dedicar a crear vedute de Hannover; pintures a l'oli, aquarel·les, litografies i aiguaforts, que va publicar com a àlbum el 1835. Durant aquest temps, la seva única obra arquitectònica va implicar una volta de tomba per a Johann Ludwig Söhlmann (1797–1834), un fabricant de cuir. També es va convertir en membre del «Kunstverein Hannover» ('Associació d'Art') i va formar part del comitè que va triar les obres per a les seves exposicions.

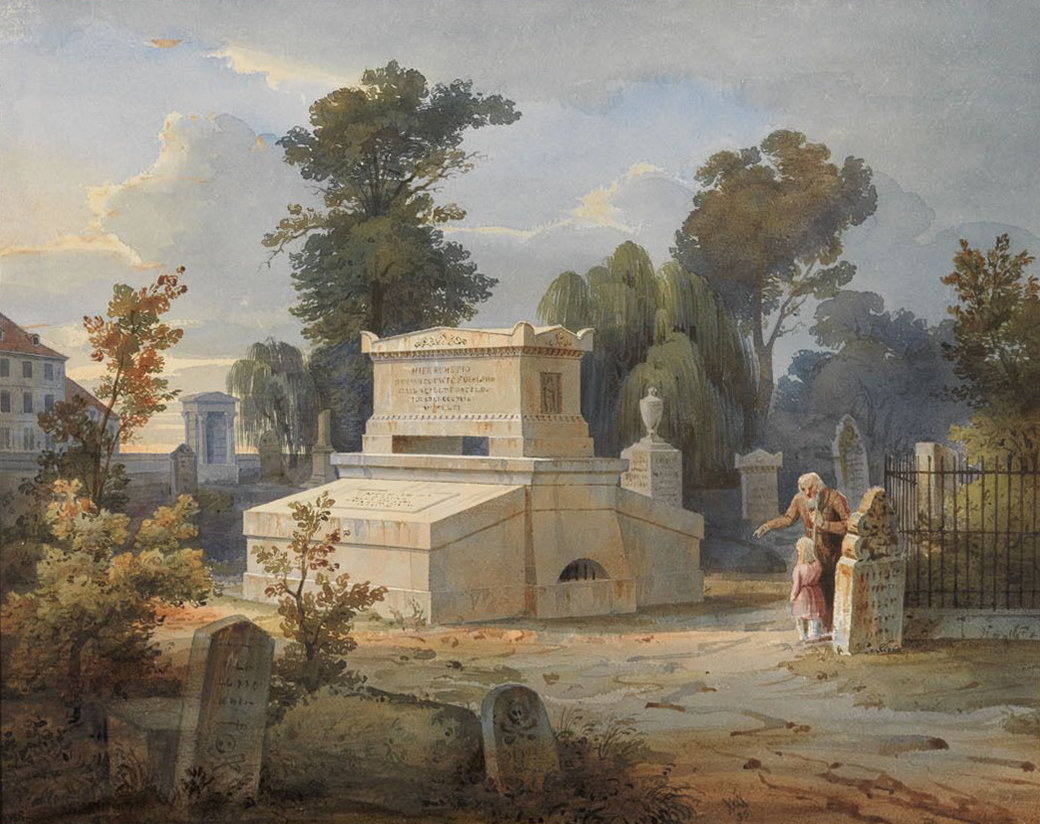
La tomba de Johann Ludwig Söhlmann

### La seva carrera a Düsseldorf
No obstant això, no estava satisfet amb la seva carrera a Hannover i es va traslladar a Düsseldorf el 1836. Allà va publicar un llibre basat en la seva obra a Pompeia: The Painting of the Ancients in Application and Technique. Això va donar lloc a una disputa amb l'arquitecte, Leo von Klenze, que va qüestionar les conclusions de Wiegmann. Wiegmann va respondre el 1839 amb Sir Leo von Klenze i Our Art.
Després de 1836, va ensenyar a la Kunstakademie Düsseldorf. Va ser nomenat professor d'Arquitectura i Perspectiva el 1839; càrrec que va ocupar fins a la seva mort. Des de 1846, també va ser el cap del Secretariat Acadèmic, sota el director Friedrich Wilhelm Schadow, i va ser responsable de la correspondència, les matrícules i els programes. Durant aquests anys, es va convertir en un defensor de Rundbogenstil, un tipus d’arquitectura renaixentista romànica i va dissenyar una casa per a Schadow a l'actual Schadowstraße.
El 1839, va dissenyar un nou sistema per a juntes de sostres que va descriure en un llibre anomenat La construcció de ponts de cadena segons el sistema de triangles i la seva aplicació a les juntes de sostre. No obstant això, un sistema pràcticament idèntic va ser inventat aproximadament a la mateixa època per l'enginyer francès Camille Polonceau, que el va utilitzar per construir les estacions del ferrocarril París-Versalles, per la qual cosa s'ha conegut com a "Sostre de Polonceau".
Va ser membre del « Kunstverein für die Rheinlande und Westfalen», formant part del seu consell d'administració. Després de 1844, va editar la seva publicació oficial, el Correspondenzblatt. El 1857, va ser nomenat membre corresponent del Royal Institute of British Architects. Durant els seus últims anys, va patir una malaltia toràcica (possiblement tuberculosi) i va renunciar als seus càrrecs al Kunstverein poc abans de la seva mort.
El seu fill, Arnold, va ser assassinat a la batalla de Spicheren el 1870. Dos anys més tard, els seus papers personals van ser destruïts en un incendi al Kunstverein.

## Referències

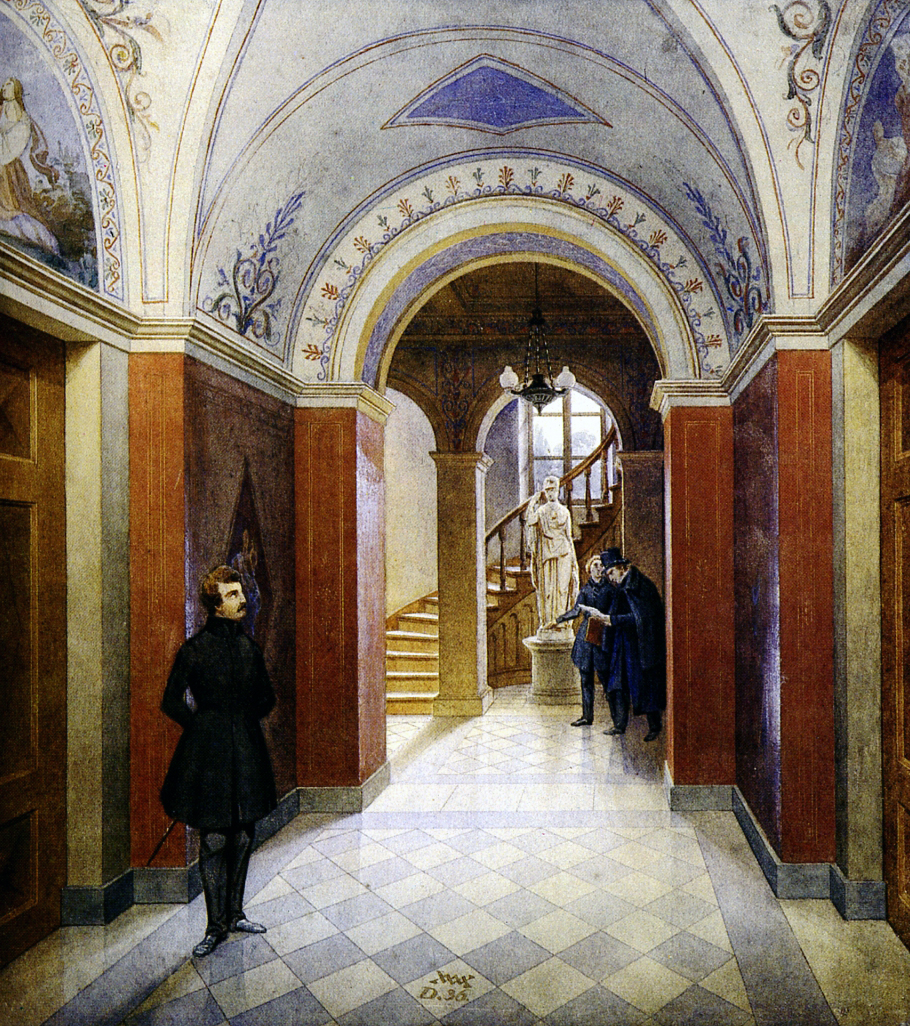
Corredor a la Schadowhaus

## Alumnes destacats
- Oswald Achenbach
- Ernst Anders
- Hugo Becker
- Georg Bleibtreu
- Lorenz Clasen
- August Eduard Schliecker
- Wilhelm Sohn
- John Robinson Tait

## Escrits de Wiegmann en línia
- Die Malerei der Alten in ihrer Anwendung und Technik insbesondere als Decorationsmalerei. Pròleg de Karl Otfried Müller. Verlag der Hahnschen Hofbuchhandlung, Hannover 1836
- Der Ritter Leo von Klenze und unsere Kunst. Schreiner, Düsseldorf 1839.
- Über den Ursprung des Spitzbogenstils. Amb un annex: relatiu a la constitució d'una societat d'arquitectura medieval. Julius Buddeus, Düsseldorf 1842
- Die Königliche Kunst-Akademie zu Düsseldorf. Ihre Geschichte, Einrichtung und Wirksamkeit und die Düsseldorfer Künstler. Amb una autobiografia.